# Trachymene juncea
Trachymene juncea är en flockblommig växtart som beskrevs av Aleksandr Andrejevitj Bunge. Trachymene juncea ingår i släktet Trachymene och familjen flockblommiga växter. Inga underarter finns listade i Catalogue of Life.